# Claribel Medina
Claribel Medina Santos (San Juan, 16 dicembre 1961) è un'attrice portoricana che ha ottenuto gran parte del suo successo in Argentina.

## Biografia
Nel 1980 Alex Vazquez ha invitato Claribel Medina Santos ad interpretare un personaggio nel dramma Passione e morte di Gesù Cristo. Senza aver terminato il liceo, iniziò studiare recitazione presso il Dipartimento del Teatro dell'Università di Porto Rico. Mesi dopo, Medina ha recitato un testo classico, La vera storia di Pedro Navaja, in cui ha interpretato una delle ragazze dal famoso brano Tibiri Tabara.
Ha debuttato in televisione nella soap opera La vera Eva. Divenne famosa in Porto Rico per il melodramma Coralito.
Nel 1981, terminati gli studi liceali, si trasferisce a New York, da sola e senza il consenso dei genitori, per studiare recitazione presso la scuola Elaine Heikens.
Più tardi Claribel tornò al teatro Pais, con opere come Casa delle donne, La Morte sul Nilo e Boemia Hi Fi.
Nel 1988 ha lavorato nella soap opera Another, in cui ha interpretato la parte di due sorelle gemelle con personalità opposte.
Nel 1989 è stato ospite del programma di Canal 11, Mezzogiorno. Mesi dopo si trasferisce a Buenos Aires assieme al suo allora marito, l'attore argentino Pablo Alarcon.
A Buenos Aires ha lavorato alla soap Passionate, in cui riscosse i favori del pubblico argentino. In seguito fece una pausa nella sua carriera per avere il suo primo figlio. Dopo ciò ha partecipato diverse volte al programma Gran Hotel Casino, con Pepe Soriano, e alla telenovela Zingara, con la famosa attrice argentina Andrea del Boca.
Nel 1997 ha interpretato Marisa nella sitcom Naranja y media, alla quale hanno preso parte Guillermo Francella e Millie Stegmann, spettacolo che ha ottenuto ottime recensioni da parte della stampa argentina. 
Medina ha recitato inoltre nel film Una dimostrazione di forza, con protagonista l'attrice americana Amy Irving. Tra il 1998 e il 1999 ha interpretato il ruolo da protagonista in Como vos y yo.
All'inizio del 2000 Medina ha lavorato nello spettacolo argentino per bambini Canzoni da guardare. Nel corso del 2001 ha viaggiato per tutta l'Argentina per la pièce teatrale Abbiamo, con l'attrice Rita Cortese.
Nel 2001 eccelleva nel suo ruolo di Lucy, una ex prostituta nella serie TV El loco. Inoltre ha condotto il programma di intrattenimento Pasapalabra per Canal Blu, prodotta dalla casa di produzione cinematografica Ideas del Sur. In seguito ha lavorato in un altro programma di intrattenimento, Dodici cuori, nella serie Tiempo final e nella miniserie Infieles.
Nel mese di aprile 2002 e per tutto il 2003 Medina ha recitato e cantato con l'attrice Rita Cortese e con Sylvia Rexach e Tite Curet Alonso, canzoni spagnole, cubane, portoricane, argentine di tango, salsa, rumba, guaracha, chamamés e boleri. Ha suonato il pianoforte con il gruppo di Cordero Polenta, con Fabian Leandro alla chitarra, Andres Busto alle percussioni, Gonzalo Clavel al basso, Cristian Faiad alla batteria, Fernando Farisa (trombettista di origine cubana) e Mato Ruiz al sax.
Ha vinto un premio ACE e ha portato a una successiva produzione, Discepolín, e con Diego Peretti e Rita Cortese ha interpretato Tania.
All'inizio del 2003 Claribel è tornata a Porto Rico per visitare i suoi genitori, Petra Santos e Alberto Medina. A San Juan in Porto Rico, in coppia con l'intrattenitore Héctor Marcano, è presentatrice nello spazio ¡Qué suerte!, andato in onda sulla rete televisiva statunitense in lingua spagnola Univision. Nell'ottobre del 2003, sempre Porto Rico, ha partecipato al film Cuarantena; il film è stato realizzato nel villaggio di Aguas Buenas, per la regia di Vicente Castro. La pellicola le valse applausi dalla critica borincana.
Nel corso del 2004 e nel 2005 ha partecipato alla telenovela di successo Los Roldán, dove ha recitato la parte di una ragazza di un quartiere di Buenos Aires. Nel 2005 e 2006 ha lavorato sul set del film Piccolo matrimonio con Antonio Grimau, Maria Leal e Arnaldo André.
Nel settembre 2006 è tornata a Porto Rico per presentare sia il film argentino del 2002 The Hunt al XIV San Juan Cinemafest, che le riprese del film TV di successo Mujeres de nadie, con Sully Diaz e Yolandita Monge. Sempre nel 2006 partecipa per il contest televisivo Cantando per un sueño, seguito da Showmatch, presentato da Marcelo Tinelli.
Nel 2006 e 2007 ha condotto su Canal 13 il programma televisivo di intrattenimento Per sempre. 
Nel 2007 ha recitato a San Juan un monologo dello sceneggiatore Pedrito Santaliz, Bisnonne soggiogate. Nel 2007 è stata una delle attrici del romanzo Donne di ogni persona nel ruolo di Mimì. Nel 2008 prese parte alla serie televisiva argentina Por amor a vos, nel ruolo di Margarita Carloni.
Nel corso del 2009 e all'inizio del 2010 prende parte alla telenovela argentina Incorreggibili con Marcelo De Bellis. Dal 1º novembre 2010 conduce Cuestion de peso. Nel 2013 e nel 2014 Claribel recita in Mis amigos de siempre con l'attore Nicolás Cabré. Nel 2014 appare sporadicamente nello speciale Il tuo volto suoni 2. Nel 2015 è ancora uno dei partecipanti della terza edizione del programma.

## Teatro
- Envenados de Amor (2007) (Insieme a Hector Pilatti)
- Las Gardenias (2012)
- Amor de novela

## Filmografia

### Televisione
- La Isla (1987)
- La Otra (1988) - Laura
- Avo de Paso (1988)
- Ellas al mediodía (1989)
- Socorro Sobrinos (1991) - Maribella
- Gran Hotel Casino (1992)
- Apasionada (1993) - Bettina
- Zingara (1996) - Mimi Pompon
- Como Pan Caliente (1996)
- Naranja y media (1997) - Marisa Guerrero
- Te quiero, te quiero (1998) - Dolores
- Te juego lo que quieras (1998) - Ospite
- Como vos & yo (1998) - Candela Martinez Godoy
- Forth Boyard Argentina (1999) cap.7 - Ospite
- Buenos vecinos (1999-2001) - Carolina
- Los médicos (de hoy) (2000) - Oriana Barceló
- Tiempo final (2000-2002)
- Un Cortado  (2001)
- 22, el loco (2001) - Luciana "Lucy"
- Los simuladores 1 stagione cap.8 (2002)
- Infieles (2002) - Mariposa
- La gran propuesta (2002) - Presentatrice
- Pasapalabras (2002) - Presentatrice
- 12 corazones (2003) - Ospite
- En Cuarantea (2003)
- Son amores (2003/2004) cap. 432
- Los Roldán (2004-2005) - Yoli Gonzales
- Vacas gordas (2007)
- Ni Solos Ni Solas (2007) - Conduttrice
- Mujeres de nadie (2007) - Mimi
- Por amor a vos (2008) - Margarita Carloni
- Incorreggibili (Consentidos) - (2009-2010) - Victoria Mujica
- Cuestion de peso (2011-2012) - Conduttrice
- Los únicos (2011) - Candela Ortiz
- Mis amigos de siempre (2013) - Andrea
- Los Nivis (2019) - Marisol

### Cinema
- Lo que le pasó a Santiago (1989) - Irma
- Prova di forza (1990) - Carla De Ruiz
- Cacería - (2002) - Elisa
- ¿Quién es Alejandro Chomski? (2002) - Se stessa
- Tus ojos brillaban  (2004)
- Mujeres sin hombres